# Staple Fitzpaine
Staple Fitzpaine is een civil parish in het bestuurlijke gebied Somerset West and Taunton, in het Engelse graafschap Somerset met 189 inwoners.